# ارزش‌گذاری
ارزش‌گذاری (به انگلیسی: Valuation) در دانش مالی، فرایند تعیین کردن ارزش جاری یک دارایی یا شرکت است.
معمولاً روش‌های متنوعی برای این کار مورد استفاده قرار می‌گیرد، بعضی‌ها از این روش‌ها به‌صورت ذهنی انجام می‌شوند و برخی دیگر عینی هستند و از طریق روش‌های آماری و اقتصادسنجی به نتیجه می‌رسند.
برای مثال برای تحلیل ارزش گذاری یک شرکت توجه کردن به مدیریت شرکت، سهام سرمایه، دارایی‌های نامشهود، ترکیب ساختار سرمایه‌ای شرکت (بدهی، اوراق قرضه و حقوق صاحبان سهام) دورنمای درآمد آتی شرکت و ارزش بازار دارایی‌های شرکت مورد توجه می‌باشد.
قضاوت در رابطه با مدیریت شرکت بیشتر روش ارزش گذاری ذهنی می‌باشد، در حالی که محاسبه ارزش ذاتی شرکت بر مبنای درآمد آتی آن، روش ارزش گذاری عینی می‌باشد.
ارزش‌گذاری کسب و کارها و دارایی‌ها می‌تواند به روش‌های مختلفی صورت پذیرد، از جمله روش‌های مبتنی بر درآمد، روش‌های مبتنی بر هزینه، روش‌های مبتنی بر بازار و همچنین روش‌های ترکیبی و پیشرفته.